# 龍潭摩崖造像
龍潭摩崖造像位於重慶市大足区寶頂山龍潭。在大佛灣西南西南2公里，有摩崖漁翁造像及清刻送子觀音1龕。1961年3月4日列為第一批全國重點文物保護單位。2000年9月7日列為第一批重慶市文物保護單位。